# 87. østlige længdekreds
Den 87. østlige længdekreds (eller 87 grader østlig længde) er en længdekreds, der ligger 87 grader øst for nulmeridianen. Den løber gennem Ishavet, Asien, det Indiske Ocean, det Sydlige Ishav og Antarktis.